# Cyperus imbricatus
Cyperus imbricatus là loài thực vật có hoa trong họ Cói. Loài này được Retz. mô tả khoa học đầu tiên năm 1788.